# ريبيليون
ريبيليون بالإنجليزية (Rebellion) هو أحد المهرجانات التي تقدمها مؤسسة المصارعة الحرة الترفيهية wwe . تم عرض أول حدث عام 1999 .

## العروض
| الترتيب.                                            | الحدث           | التاريخ         | المدينه            | المكان                | الحدث الرئيسي |
| --------------------------------------------------- | --------------- | --------------- | ------------------ | --------------------- | --- |
| 1                                                   | ريبيليون (1999) | أكتوبر 2, 1999  | برمنغهام (إنجلترا) | National Indoor Arena | تربل إتش (c) vs. دوين جونسون in a أنواع مباريات المصارعة for the بطولة العالم للدبليو دبليو إي للوزن الثقيل                                              |
| 2                                                   | ريبيليون (2000) | ديسمبر 2, 2000  | شفيلد              | Sheffield Arena       | كيرت أنغل (c) vs. ريكيشي (مصارع) vs. ستون كولد ستيف أوستن vs. دوين جونسون in a أنواع مباريات المصارعة for the بطولة العالم للدبليو دبليو إي للوزن الثقيل |
| 3                                                   | ريبيليون (2001) | نوفمبر 3, 2001  | مانشستر            | مانشستر أرينا         | ستون كولد ستيف أوستن (c) vs. دوين جونسون for the بطولة العالم للدبليو دبليو إي للوزن الثقيل                                                              |
| 4                                                   | ريبيليون (2002) | أكتوبر 26, 2002 | مانشستر            | مانشستر أرينا         | بروك ليسنر (c) and بول هيمان vs. Edge in a Handicap match for the بطولة العالم للدبليو دبليو إي للوزن الثقيل                                             |
| (c) - refers to the champion heading into the match |                 |                 |                    |                       | |